# Ferdinand Kernmaier

Ferdinand Kernmaier

Ferdinand Kernmaier (* 22. April 1884 in Glantschach bei Sankt Veit an der Glan; † 16. April 1941 in Graz) war ein österreichischer Politiker des Landbundes und der NSDAP.

## Leben und Wirken
Nach dem Besuch der Volksschule und der Bürgerschule wurde Ferdinand Kernmeier an der Ackerbauschule ausgebildet. Kernmaier war Bauer und übernahm 1905 die Wirtschaft seiner Eltern als Gastwirt.
Er engagierte sich früh im Genossenschaftswesen und im Deutschen Schulverein Südmark. 1915 meldete er sich als Freiwilliger an die Italienfront und war Angehöriger der Kärntner Schützen. Am Kärntner Abwehrkampf 1918 nahm er aktiv teil.
Nach dem Ersten Weltkrieg war er vom 13. Dezember 1918 bis zum 7. März 1934 Vertreter des Landbundes im Kärntner Landtag (12., 13., 14. und 15. Gesetzgebungsperiode). Im November 1923 wurde er Landesrat, zunächst als Kultur-, später als Finanzreferent. Von 15. Juni 1927 bis 22. Jänner 1931 war er als Fraktionsloser Mitglied des Bundesrates (III. und IV. Gesetzgebungsperiode).
Nach der Landtagswahl 1930 wurde er 1931 als Kompromisskandidat zum Landeshauptmann von Kärnten gewählt und trat sein Amt am 22. Jänner an. Am 16. Februar 1934, nach dem Bürgerkrieg, wurde er von Bundeskanzler Engelbert Dollfuß mit der Begründung abgesetzt, dass er mit den Stimmen der Sozialdemokraten gewählt worden war.
Bereits in den frühen 1930er Jahren wurde Kernmaier zum Anhänger der NSDAP, er wurde Mitglied der illegalen SA, in der er bis zu seinem Tod in den Rang eines Obersturmbannführers aufstieg. Am Juliputsch 1934 war er aktiv beteiligt. Nach dem Putsch sowie nochmals 1936 wurde er für mehrere Monate inhaftiert. Nach dem Anschluss 1938 wurde er am 15. Juni 1938 Gauamtsleiter für Agrarpolitik bei der Gauleitung Kärnten. In dieser Funktion sorgte er für die Eingliederung der Kärntner Landwirtschaftskammer in den Reichsnährstand. Am 29. Juni 1938 beantragte er die Aufnahme in die NSDAP und wurde rückwirkend zum 1. Mai desselben Jahres aufgenommen (Mitgliedsnummer 6.203.199). Von 1938 bis zu seinem Tod im April 1941 gehörte Kernmeier dem nationalsozialistischen Reichstag (4. Wahlperiode) als Abgeordneter für das Land Österreich an. Im November 1938 wurde er Gaurat. Am 16. April 1941 verstarb Kernmaier in Graz.